# Barrancas (Barranquitas)
Barrancas es un barrio ubicado en el municipio de Barranquitas en el estado libre asociado de Puerto Rico. En el Censo de 2010 tenía una población de 5234 habitantes y una densidad poblacional de 352,5 personas por km².

## Geografía
Barrancas se encuentra ubicado en las coordenadas 18°13′8″N 66°18′57″O / 18.21889, -66.31583. Según la Oficina del Censo de los Estados Unidos, Barrancas tiene una superficie total de 14.85 km², que corresponden a tierra firme.

## Demografía
Según el censo de 2010, había 5234 personas residiendo en Barrancas. La densidad de población era de 352,5 hab./km². De los 5234 habitantes, Barrancas estaba compuesto por el 85.69% blancos, el 4.28% eran afroamericanos, el 0.27% eran amerindios, el 0.04% eran asiáticos, el 7.41% eran de otras razas y el 2.31% pertenecían a dos o más razas. Del total de la población el 99.52% eran hispanos o latinos de cualquier raza.